# Список війн за участю США
Список війн за участю США — узагальнений список війн та збройних конфліктів в яких, з моменту заснування держави після здобуття незалежності, брали безпосередню або опосередковану участь Сполучені Штати Америки.
      Перемога США
      Поразка США
      Інший результат (Мирний договір або невизначений результат, статус кво, результат громадянської війни, невідомий результат)
      Незавершений конфлікт

## Війни XVIII століття
| Війна (збройний конфлікт)                                                | Роки                            | Регіон | Учасник 1 | Учасник 2 | Результат |
| ------------------------------------------------------------------------ | ------------------------------- | --- | --- | --- | --- |
| Війна за незалежність                                                    | 19 квітня 1775 — 3 вересня 1783 | * Східна Північна Америка * Гібралтар * Індія * Карибське море * Атлантика                                   | США · Королівство Франція · * Другий канадський полк · Іспанія · Ірокези - Онейда - Тускарора Асоціація Ватауга · Катоба · Ленапе · Чокто Республіка Об'єднаних провінцій Майсур | Королівство Великої Британії · Лоялісти · Німецькі найманці · Ірокези - Онондага - Могавки - Каюга - Сенека Черокі | Перемога США - Паризький договір - Королівство Великої Британії визнало незалежність Сполучених Штатів Америки |
| Війна чикамунга Частина Американських індіанських війн                   | 1776–1795                       | Старий Південний Захід (Міссурі, Міссісіпі, Арканзас, Алабама, Луїзіана, Техас, Теннессі, Кентуккі, Флорида) | США Чокто | Черокі | Перемога США |
| Американо-алжирська війна                                                | 1785–1795                       | Середземне море, Атлантичний океан                                                                           | США | Алжирський еялет | Поразка США Створення американського військово-морського флоту через Морський акт 1794 року Америка платить щорічну данину в розмірі 21 600 доларів Дею запропоновано 1 мільйон доларів                                 |
| Північно-західна індіанська війна Частина Американських індіанських війн | 15 квітня 1786 — 3 серпня 1795  | Північно-західні території                                                                                   | США · Чокто · Чикасо | Північно-західна індіанська конфедерація · Список - - Рада трьох вогнів - Ірокезька конфедерація - Сім націй Канади - Конфедерація Вабаш (Веа, піанкашо та інші корінні народи) - Іллінойси - вайандоти - Міссісоги - Меноміні - Шауні - Ленапе - Маямі - Кікапу - Каскасія - Чикамунга - Мускоги · Королівство Великої Британії · * Британська Північна Америка | Перемога США * Грінвільський договір - Королівство Великої Британії відвело свої війська - США зайняли Північно-західні території                                                                                       |
| Повстання Шейса                                                          | 29 серпня 1786 — червень 1787   | Массачусетс                                                                                                  | США | Антиурядові сили на чолі з Д. Шейсом | Перемога США Недоліки Статей Конфедерації спонукали до створення Філадельфійського конвенту та прийняття Конституції США                                                                                                |
| Війна через віскі                                                        | 1791–1794                       | Західна Пенсільванія                                                                                         | США | Протестуючі проти податків на віскі | Перемога США * Озброєний спротив повстанців придушений * Ухилення від сплати податків на віскі |
| Квазівійна Частка Французьких революційних війн та війни другої коаліції | 7 липня 1798 — 30 вересня 1800  | * Атлантика * Кариби * Індійський океан * Середземне море                                                    | США Королівство Великої Британії | Франція · * Гваделупа | Перемир'я Підписаний Морфонтонський договір Мирне розірвання франко-американського союзу Припинення нападів французьких каперів на американське судноплавство Американський нейтралітет і відмова Франції від претензій |

## Війни XIX століття
| Війна (збройний конфлікт)                                                              | Роки                            | Регіон                                                                        | Учасник 1 | Учасник 2 | Результат |
| -------------------------------------------------------------------------------------- | ------------------------------- | ----------------------------------------------------------------------------- | --- | --- | --- |
| Перша берберська війна Частина берберських війн                                        | 10 травня 1801 — 10 червня 1805 | Середземне море (узбережжя Триполі)                                           | США · Королівство Швеція (1801–02) · Сицилійське королівство · Мальтійський протекторат · Султанат Марокко                                                                             | Османська Триполітанія Королівство Марокко | Перемога США Підписання мирного договору |
| Повстання на германському узбережжі                                                    | 8-10 січня 1811                 | Орлеанська територія, Луїзіана                                                | США | повстанці (чорні раби) за підтримки Держава Гаїті | Перемога США Придушення повстання та судочинство над призвідниками |
| Війна Текумсе Частина Американських індіанських війн                                   | серпень 1810 — 5 жовтня 1813    | Північно-західні території Верхня Канада                                      | США | Конфедерація Текумсе · Список - - Шауні - Червоні палиці - Оджибве - Чикамунга - Месквокі - Ірокези - Маямі - Мінго - Оттава - Кікапу - Ленапе - Маскотин - Потаватомі - Сауки - Вайандоти ·                                                                  | Перемога США Мирний договір |
| Англо-американська війна                                                               | 18 червня 1812 — 17 лютого 1815 | Східне узбережжя США Тихий океан Атлантика * Мексиканська затока * Вест-Індія | США · Черокі · Чокто · Крики | Велика Британія · * Британська Північна Америка · Конфедерація Текумсе · Список - - Шауні - Червоні палиці - Оджибве - Чикамунга - Месквокі - Ірокези - Маямі - Мінго - Оттава - Кікапу - Ленапе - Маскотин - Потаватомі - Сауки - Вайандоти · Іспанія (1814) | Не визначений результат * Гентський договір * Status quo ante bellum * Поразка Конфедерації Текумсе * Спалення Вашингтона                                                  |
| Крикська війна Частина Американських індіанських війн                                  | 22 липня 1813 — 9 серпня 1814   | Південь США                                                                   | США · Черокі · Чокто · Мускоги | Червоні палиці | Перемога США Договір у Форт-Джексоні |
| Друга берберська війна Частина берберських війн                                        | 17–19 червня 1815               | Середземне море (узбережжя Триполі), Берберія                                 | Сполучені Штати Америки | Берберія: · Алжирський еялет · Османська Триполітанія · Туніс | Перемога США Підписання мирного договору |
| Перша семінольська війна Частина Американських індіанських війн                        | 26 грудня 1817 — 1818           | Пенсакола (Іспанська Флорида)                                                 | Сполучені Штати Америки | Семіноли Іспанська Флорида | Перемога США |
| Техасько-індіанські війни Частина Американських індіанських війн                       | 1820 — 1875                     | Техас                                                                         | Іспанія Мексика Республіка Техас · США | Команчі | Перемога США |
| Війна арікара Частина Американських індіанських війн                                   | 2 червня — 11 серпня 1823       | Міссурі                                                                       | США | Арікара | Перемога США Арікара разом з племенами мандани та хідатса переселилися до резервацій у Північній Дакоті                                                                    |
| Антипіратська війна в Егейському морі                                                  | 1825 — 1828                     | Егейське море                                                                 | США | Грецькі пірати | Перемога США * Розгром грецьких піратів Визволення захопленого британського брига «Комет»                                                                                  |
| Війна віннебаго Частина Американських індіанських війн                                 | 27 червня — 1 вересня 1827      | Іллінойс, Мічиганська територія                                               | США | Віннебаго з деякими союзниками | Перемога США Плем'я віннебаго втратило провідний гірничодобувний регіон на користь США                                                                                     |
| Перша суматранська експедиція                                                          | 6 — 9 лютого 1832               | Султанат Ачех                                                                 | США · Нідерланди | Ачеський султанат | Перемога США |
| Війна Чорного Яструба Частина Американських індіанських війн                           | 1832                            | Іллінойс, Мічиганська територія                                               | США · го-чанк · Меноміні · Дакота · Потаватомі | сауки та фокси з деякими союзниками | Перемога США |
| Друга семінольська війна Частина Американських індіанських війн                        | 23 грудня 1835 — 14 серпня 1842 | Флорида                                                                       | США | Семіноли | Перемога США * 3 800 семінолів вивезено до Індіанської території * 300 залишилися в Еверглейдсі                                                                            |
| Друга суматранська експедиція                                                          | 1838                            | Султанат Ачех                                                                 | США · Нідерланди | Ачеський султанат | Перемога США |
| Арустукська війна                                                                      | 1838 — 1839                     | Мен, Нью-Брансвік                                                             | США | Королівство Великої Британії * Британська Північна Америка | Компромісний результат Укладення мирного договору Вебстера - Ешбертона, делімітація кордону                                                                                |
| Експедиція до Берега слонової кістки                                                   | 1842                            | Берег слонової кістки                                                         | США | Беребі | Перемога США |
| Американо-мексиканська війна                                                           | 13 травня 1846 — 2 лютого 1848  | Техас, Нью-Мексико, Каліфорнія, Мексика                                       | США Каліфорнійська республіка | Мексика | Перемога США * Договір Гвадалупе-Ідальго * Поступка Мексики * Визнання Мексикою Техасу та Каліфорнії незалежними державами; завершення мексикансько-техаського конфлікту   |
| Війна з кайюсами Частина Американських індіанських війн                                | 1847 — 1855                     | Орегонський край                                                              | США | Кайюси | Перемога США |
| Війни з апачами Частина Американських індіанських війн                                 | 1851 — 1900                     | Південний Захід США                                                           | США | Апачі Юти Явапаї | Перемога США Апачі переселені до індіанських резервацій |
| Війна у П'юджет-Саунд Частина Американських індіанських війн                           | 1855 — 1856                     | Територія Вашингтон                                                           | США Снокуелмі | Ніскуаллі Маклешоти Пуяллуп Клікітат Хайда Тлінкіти | Перемога США Індіанці переселені до індіанських резервацій |
| Перша фіджійська експедиція                                                            | 1855                            | Фіджі                                                                         | США | Фіджі | Перемога США |
| Війни у Рог-Рівері Частина Американських індіанських війн                              | 1855 — 1856                     | Долина Рог, Територія Вашингтон                                               | США | Тутутні | Перемога США Індіанці переселені до індіанських резервацій |
| Третя семінольська війна Частина Американських індіанських війн                        | 1855 — 1858                     | Пенсакола, Флорида                                                            | США | Семіноли | Перемога США |
| Війна Якама Частина Американських індіанських війн                                     | 1855 — 1858                     | Територія Вашингтон                                                           | США Снокуелмі | Якама, Валла-Валла, Юматілла, Не-персе, Кайюси | Перемога США Підписання мирного договору |
| Друга опіумна війна Частина Опіумних війн                                              | 8 жовтня 1856 — 24 жовтня 1860  | Китай                                                                         | Британська імперія Французька імперія США | Династія Цін | Перемога Підписання Тяньцзінських мирних договорів Південний Коулун уступили Великій Британії Приєднання Приамур'я і Примор'я до Росії                                     |
| Війна в Юті                                                                            | 29 червня 1857 — 12 квітня 1858 | Територія Юта, Вайомінг                                                       | США | Дезерет, Юта, Мормони (Легіон Нову) | Перемога США Відсторонення Бригама Янга від посади губернатора Території Юта                                                                                               |
| Війни з навахо Частина Американських індіанських війн                                  | 1858 — 1866                     | Територія Нью-Мексико                                                         | США | Навахо | Перемога США Індіанці переселені до індіанських резервацій Довгий перехід навахо                                                                                           |
| Друга фіджійська експедиція                                                            | 1859                            | Фіджі                                                                         | США | Фіджі | Перемога США |
| Напад Джона Брауна на Гарперс-Феррі                                                    | 1859                            | Західна Вірджинія                                                             | США | Повстанці-аболіціоністи | Перемога США |
| Війна з паютами Частина Американських індіанських війн                                 | 1860                            | Озеро Пірамід, Невада                                                         | США | Паюти, Шошони, Баннок | Перемога США |
| Громадянська війна в США                                                               | 12 квітня 1861 — 26 травня 1865 | Сполучені Штати Америки                                                       | США | Конфедеративні Штати Америки | Перемога США |
| Війна з явапаї Частина Американських індіанських війн та Війни з апачами               | 1861 — 1875                     | Аризона                                                                       | США | Явапаї, Апачі, Квечани, Мохаве | Перемога США |
| Війна Дакота Частина Американських індіанських війн (війни сіу) та громадянської війни | 18 серпня — 26 вересня 1862     | Міннесота, Дакота                                                             | США | Дакота | Перемога США |
| Війна в Колорадо Частина Американських індіанських війн (війни сіу)                    | 12 квітня 1864 — 26 липня 1865  | Колорадо, Вайомінг, Небраска                                                  | США | Шеєни · Арапахо · Лакота | Перемога США |
| Сімоносекська війна                                                                    | 1863 — 1864                     | Сімоносекська протока                                                         | Британська імперія Нідерландська імперія Французька імперія США | Тьосю-хан | Перемога коаліції |
| Війна зі снейками Частина Американських індіанських війн                               | 1864 — 1868                     | Орегон, Невада, Каліфорнія, Айдахо                                            | США | Паюти, Шошони, Баннок | Перемога США |
| Експедиція на Паудер-Ривер Частина Американських індіанських війн                      | 1865                            | Паудер-Ривер                                                                  | США | Сіу · Шеєни · Арапахо | Невизначений результат |
| Війна Червоної Хмари Частина Американських індіанських війн                            | 1866 — 1868                     | Паудер-Ривер                                                                  | США | Лакота · Шеєни · Арапахо | Поразка США * Мирний договір у форті Ларамі * Контроль за долиною Паудер-Ривер відданий індіанцям * Створення резервації Грейт-Сіу (з Блек-Гіллс)                          |
| Формозька експедиція                                                                   | 1867                            | Формоза                                                                       | США | Пайвань | Поразка США |
| Війна з команчі Частина Американських індіанських війн                                 | 1867 — 1875                     | Захід США                                                                     | США | Шеєни · Арапахо · Команчі · Кайова | Перемога США |
| Корейська експедиція                                                                   | 1871                            | Острів Канхва                                                                 | США | Чосон | Перемога США Американо-корейський договір |
| Модокська війна Частина Американських індіанських війн                                 | 1872 — 1873                     | Орегон, Каліфорнія                                                            | США | Модоки | Перемога США |
| Війна на Ред-Рівер Частина Американських індіанських війн                              | 1874 — 1875                     | Техас                                                                         | США | Шеєни · Арапахо · Команчі · Кайова | Перемога США Завершення Техасько-індіанських війн |
| Велика війна сіу Частина Американських індіанських війн                                | 1876 — 1877                     | Монтана, Дакота, Вайомінг, Небраска                                           | США | Північні шеєни · Арапахо · Дакота · Лакота | Перемога США Контроль над долиною Паудер-Ривер перейшов до влади США |
| Війна мисливців Буффало Частина Американських індіанських війн                         | 1876 — 1877                     | Техас, Оклахома                                                               | США | Команчі Апачі | Перемога США |
| Війна не-персе Частина Американських індіанських війн                                  | 1877                            | Орегон, Айдахо, Вайомінг, Монтана                                             | США | Не-персе Палуси | Перемога США |
| Баннокська війна Частина Американських індіанських війн                                | 1878                            | Орегон, Айдахо, Вайомінг                                                      | США | Баннок, Паюти, Шошони | Перемога США |
| Шеєнська війна Частина Американських індіанських війн                                  | 1878 — 1879                     | Оклахома, Канзас, Небраска, Південна Дакота, Монтана                          | США | Шеєни | Перемога США |
| Війна Вікторіо Частина Американських індіанських війн                                  | 1879 — 1881                     | Мексика                                                                       | США · Мексика | Апачі | Перемога |
| Війна на Вайт-Рівер Частина Американських індіанських війн                             | 29 вересня — 5 жовтня 1879      | Колорадо                                                                      | США | Юти | Перемога США |
| Самоанська криза Частина Самоанської громадянської війни                               | 1887 — 1889                     | Самоа                                                                         | США | Німецька імперія | Невизначений результат США та Німеччина встановили спільний протекторат над островами                                                                                      |
| Війна танцю привидів Частина Американських індіанських війн                            | 29 грудня 1890 — 15 січня 1891  | Південна Дакота                                                               | США | Сіу | Перемога США |
| Війна Гарзи                                                                            | 15 вересня 1891 — березень 1893 | Мексика, Техас                                                                | Мексика · США | повстанці Гарзи | Перемога |
| Війни які Частина Мексиканських та Американських індіанських війн                      | 1896 — 1918                     | Мексика, Техас                                                                | США · Мексика | Які Піма Майо Опата | Перемога |
| Друга громадянська війна в Самоа                                                       | 1898 — 1899                     | Самоа                                                                         | Проамериканські формування Самоа США | Про-німецькі формування Самоа · Німецька імперія | Досягнуто компроміс * Потрійна конвенція * США отримали Східне Самоа * Німецька імперія отримала Західне Самоа * Об'єднане Королівство відмовилось від зазіхань на острови |
| Іспансько-американська війна                                                           | 25 квітня — 12 серпня 1898      | Куба, Пуерто-Рико, Філіппіни, Гуам                                            | США Кубинські повстанці Філіппінські повстанці Пуерториканські повстанці | Королівство Іспанія Кубинські лоялісти Пуерториканські лоялісти Філіппінські лоялісти | Перемога США * Розпад Іспанської колоніальної імперії * Паризька мирна угода * Військова адміністрація США на Кубі * Покоління 98 року                                     |
| Філіппінсько-американська війна                                                        | 4 лютого 1899 — 2 липня 1902    | Філіппіни                                                                     | США Військова адміністрація США (1899—1902) Цивільна адміністрація США (1902—1906) | Перша Філіппінська республіка · Республіка Негрос · Республіка Замбоанга | Перемога США * Американська окупація Філіппін * Розпад Першої Філіппінської республіки                                                                                     |
| Повстання Моро                                                                         | 2 травня 1902 — 15 червня 1913  | Філіппіни                                                                     | США | Моро Султанат Сулу | Перемога США |
| Боксерське повстання                                                                   | 18 жовтня 1899 — 7 вересня 1901 | Північний Китай                                                               | Велика Британія · Російська імперія · Третя французька республіка · Японська імперія · США · Німецька імперія · Королівство Італія · Австро-Угорщина Нідерланди Окремі провінції Китаю | Династія Цін · Їхетуані | Перемога коаліції * Придушення боксерського повстання силами Альянсу восьми держав * Заключний протокол                                                                    |

## Війни XX століття
| Війна (збройний конфлікт)                                                         | Роки                                                                                                | Регіон | Учасник 1 | Учасник 2 | Результат |
| --------------------------------------------------------------------------------- | --------------------------------------------------------------------------------------------------- | --- | --- | --- | --- |
| Прикордонна війна Частина Мексиканської революції                                 | 20 листопада 1910 — 16 червня 1919                                                                  | Американо-мексиканський кордон | США | Мексика · Німецька імперія | Перемога США |
| Повстання негро Частина Бананових війн                                            | 20 травня — 18 липня 1912                                                                           | Куба | Куба · США | Кубинські повстанці — колишні чорношкірі раби | Перемога |
| Окупація Нікарагуа Частина Бананових війн                                         | 4 серпня 1912 — 2 січня 1933                                                                        | Нікарагуа | США · Нікарагуа | Сандінисти | Перемога США Політична та військова перемога США Часткова окупація країни тривала 21 рік Нікарагуа отримало статус квазі-протектората за умовами договору Брайана-Чамотто (1916) Повністю припинено будівництво Нікарагуанського каналу |
| Американська окупація Веракруса Частина Бананових війн та Мексиканської революції | 1914                                                                                                | Веракрус | США | Мексика | Перемога США |
| Окупація Гаїті Частина Бананових війн                                             | 1915 — 1934                                                                                         | Гаїті | { США · Гаїті | Гаїтянські повстанці | Перемога США |
| Окупація Домініканської Республіки Частина Бананових війн                         | 1916 — 1924                                                                                         | Домініканська Республіка | США | Домініканська республіка | Перемога США |
| Перша світова війна                                                               | 1917 — 1918                                                                                         | Європа, Африка, Близький Схід, Азія, Тихий океан, узбережжя Північної та Південної Америки                                               | Антанта та союзники: · Королівство Сербія · Російська імперія/ Російська республіка / Російська РФСР · Франція · Бельгія · Британська імперія · * Велика Британія · * Ньюфаундленд · * Канада · * Австралія · * Нова Зеландія · * Британська Індія · * Південна Африка · Королівство Чорногорія · Японська імперія · Єгипет · Королівство Італія · Португалія · Хіджаз · Королівство Румунія · США · Панама · Куба · Грецьке королівство · Таїланд · Ліберія · Республіка Китай · Бразилія | Четверний Союз та союзники: · Австро-Угорщина · Німецька імперія · Османська імперія · Третє Болгарське царство                                                                                                   | Перемога Антанти Розпад Німецької, Російської, Австро-Угорської та Османської імперій Створення нових держав в Європі та на Близькому Сході Передача колишніх німецьких колоній та регіонів Османської імперії під владу інших держав Заснування Ліги Націй |
| Іноземна військова інтервенція в Росії                                            | 1918 — 1920                                                                                         | Територія колишньої Російської імперії, Монголія, Тива, Персія                                                                           | Антанта та союзники: · Білий рух · Чехословаччина · Франція · Британська імперія · * Велика Британія · * Канада · * Австралія · * Британська Індія · Королівство Сербія · Королівство Чорногорія · Японська імперія · Королівство Італія · Королівство Румунія · США · Грецьке королівство · Республіка Китай Четверний Союз та союзники: · Австро-Угорщина · Німецька імперія · Османська імперія · Третє Болгарське царство                                                              | Російська РФСР · Далекосхідна республіка · Монгольські комуністи · Ісколат · Українська РСР · Естляндська трудова комуна · Фінська СРР · Литовсько-Білоруська РСР                                                 | Поразка Війська інтервентів виведені з території Росії Перемога Червоної армії над Білим рухом |
| Друга світова війна                                                               | 1939—1945                                                                                           | Європа, Африка, Близький Схід, Середземномор'я, Азія, Тихий океан, Атлантика, Індійський океан, узбережжя Північної та Південної Америки | Польща · Франція · Бельгія · Британська імперія · * Велика Британія · * Ньюфаундленд · * Канада · * Австралія · * Нова Зеландія · * Британська Індія · * Південна Африка · Радянський Союз · США · Республіка Китай · Королівство Югославія · Грецьке королівство · Данія · Норвегія · Нідерланди · Люксембург · Чехословаччина · Бразилія · Мексика · Ефіопська імперія · Філіппіни · Монголія · В'єтмінь · Корейська визвольна армія · Албанія                                           | Третій Рейх · Японська імперія · Королівство Італія · Угорщина · Королівство Румунія · Третє Болгарське царство · Фінляндія · Таїланд · Менцзян · Маньчжурська держава · Незалежна Держава Хорватія · Словаччина  | Перемога Антигітлерівської коаліції Розгром Третього Рейху Повалення Японської та Італійської імперій Створення ООН Створення НАТО Перетворення США та СРСР на наддержави Початок Холодної війни (1947—1991) |
| Корейська війна Частина Холодної війни                                            | 1950 — 1953                                                                                         | Корейський півострів | Південна Корея · США · Велика Британія · Австралія · Канада · Нова Зеландія · Південна Африка · Франція · Філіппіни · Бельгія · Колумбія · Грецьке королівство · Люксембург · Нідерланди · Таїланд · Туреччина | Північна Корея · Китай · Радянський Союз | Невизначений результат Припинення вогню тактична перемога збройних сил Організації Об'єднаних Націй провал планів Корейської Народно-Демократичної Республіки щодо об'єднання Кореї під своєю владою |
| Громадянська війна в Лаосі Частина Індокитайських війн та Холодної війни          | 1959 — 1975                                                                                         | Лаос | Королівство Лаос · США · Південний В'єтнам · Таїланд · Підтримка: · Філіппіни · Тайвань | Патет Лао · Північний В'єтнам · Підтримка: · Радянський Союз · Китай | Поразка Втеча уряду Королівства Лаос до екзилу Створення Лаоської Народно-Демократичної республіки |
| Ліванська криза                                                                   | 1958                                                                                                | Ліван | Ліван · США | Ліванська опозиція · * Насеристи · * Ліванські комуністи · * Прогресивна соціалістична партія | Перемога Зайняття лівансько-американськими військами порту та міжнародного аеропорту Бейрута Виведення американських військ з країни |
| Громадянська війна у Гватемалі Частина Холодної війни                             | 1962 — 1996                                                                                         | Гватемала | Гватемала · Підтримка · США | Революційні рухи Гватемали · Підтримка: · Куба | Не визначений результат Мирний договір |
| Операція в затоці Свиней Частина Холодної війни                                   | 1961                                                                                                | Куба | Кубинські емігранти США | Куба | Поразка Розгром десанту, що висадився |
| Війна у В'єтнамі Частина Індокитайських війн та Холодної війни                    | 1965 — 1973; 1975                                                                                   | В'єтнам, Лаос, Камбоджа | Південний В'єтнам · США · Південна Корея · Австралія · Нова Зеландія · Таїланд · Філіппіни · Королівство Лаос · Камбоджа (Кхмерська республіка) | Північний В'єтнам · В'єтконг · Патет Лао · Червоні кхмери · Підтримка: · Радянський Союз · Китай · Північна Корея                                                                                                 | Поразка Військова перемога Північного В'єтнаму Політична поразка США, виведення американських військ з Індокитаю Встановлення комуністичних режимів у В'єтнамі, Лаосі, Кампучії Об'єднання Північного та Південного В'єтнаму |
| Окупація Домініканської Республіки Частина Холодної війни                         | 1965 — 1966                                                                                         | Домініканська Республіка | Домініканські лоялісти · США · Панамериканські миротворчі сили - Бразилія - Парагвай - Нікарагуа - Коста-Рика - Сальвадор - Гондурас | Домініканські конституціонисти | Перемога США Захист американських інтересів у Домініканській Республіці Скинення влади президента Х. Боша Підтримка виборів Х. Балагера |
| Громадянська війна в Камбоджі Частина Індокитайських війн та Холодної війни       | 11 березня 1967 — 17 квітня 1975                                                                    | Камбоджа | Королівство Камбоджа · Кхмерська республіка · США · Південний В'єтнам · Підтримка: · Австралія · Канада · Франція · Індія · Таїланд | Національний єдиний фронт Кампучії · Червоні кхмери · Кхмер Румдо · Кхмерський В'єтмінь · Північний В'єтнам · В'єтконг · Підтримка: · Китай · Чехословаччина · Радянський Союз                                    | Поразка Повалення Королівства Камбоджа Недовготривале існування Кхмерської республіки Створення Демократичної Кампучії Початок терору Червоних кхмерів |
| Операція «Орлиний кіготь» Частина Американо-іранської кризи                       | 24-25 квітня 1980                                                                                   | Іран | США | Іран | Повний провал операції |
| Перший інцидент у затоці Сідра                                                    | 19 серпня 1981                                                                                      | Сідра | США | Лівійська Арабська Джамахірія | Перемога |
| Громадянська війна в Лівані                                                       | 13 квітня 1975 — 13 жовтня 1990 (Багатонаціональні сили в Лівані: 25 серпня 1982 — 31 березня 1984) | Ліван | Збройні сили Лівану UNIFIL · Багатонаціональні сили в Лівані: - США · - Франція · - Італія Сирія · Арабські сили стримування · - Саудівська Аравія · - Судан - ОАЕ - Лівія - Південний Ємен | Ліванський національний рух · Ліванський національний фронт опору · PLO Амаль · Іран · - КВІР · Хезболла · Ісламський рух об'єднання Ліванський фронт · Армія вільного Лівану · Армія Південного Лівану · Ізраїль | Поразка * Багатонаціональні сили не змогли утримати розпад Ліванських збройних сил на протиборчі угруповання та рухи * Таїфські угоди * Багатонаціональні сили виведені з країни після атак американського посольства та казарм морської піхоти в Бейруті смертниками Ісламської організації Джихаду * Багатонаціональні сили контролювали процес відведення PLO * Південний Ліван охоплений кризою * Громадянська війна точилася до 1990 * Сирійські війська президента Х.аль-Асада продовжували окупацію Лівану до повного виведення у 2005 року |
| Вторгнення США в Гренаду Частина Холодної війни                                   | 25 — 27 жовтня 1983                                                                                 | Гренада | США · Барбадос · Ямайка · Антигуа і Барбуда · Домініка · Сент-Кіттс і Невіс · Сент-Люсія · Сент-Вінсент і Гренадини | Гренада · Підтримка: · Радянський Союз · Північна Корея · НДР · Лівія | Перемога * Військова диктатура Г. Остіна скинута * Ліквідована кубинська військова присутність * Відновлення конституційного ладу в країні |
| Другий інцидент у затоці Сідра Частина Холодної війни                             | 24 березня 1986                                                                                     | Сідра | США | Лівія | Перемога Лівійським ВМС та авіації завдано поразки |
| Операція «Каньйон Ельдорадо» Частина Холодної війни                               | 14 — 15 квітня 1986                                                                                 | Лівія | США | Лівія | Перемога Наземні цілі Лівії уражені невдача ліквідації М.Каддафі провал лівійського ракетного удару «Скадами» у відповідь |
| Танкерна війна Частина Ірано-іракської війни                                      | 1 лютого 1984 — 4 серпня 1988                                                                       | Перська затока | США | Іран | Перемога |
| Третій інцидент у затоці Сідра Частина Холодної війни                             | 4 січня 1989                                                                                        | Сідра | США | Лівія | Перемога |
| Вторгнення США в Панаму                                                           | 20 грудня 1989 – 31 січня 1990                                                                      | Панама | США Панамська опозиція | Панама | Перемога * Військова диктатура М. Нор'єга повалена |
| Війна в Перській затоці                                                           | 2 серпня 1990 — 28 лютого 1991                                                                      | Ірак, Кувейт, Саудівська Аравія, Ізраїль                                                                                                 | Кувейт · США · Велика Британія · Саудівська Аравія · Франція · Канада · Єгипет · Сирія · Катар · Бахрейн · Об'єднані Арабські Емірати · Оман · Бангладеш | Ірак | Перемога коаліційних сил * Вигнання іракської армії з Кувейту * Відновлення правління еміра Джабіра ас-Сабаха * Провадження санкцій проти Іраку |
| Операція «Відродження надії»                                                      | 9 грудня 1992 — 4 травня 1993                                                                       | Сомалі | Місія ООН у Сомалі II - Австралія - Бангладеш - Бельгія - Ботсвана - Велика Британія - Греція - Ефіопія - Індія - Ірландія - Іспанія - Італія - Канада - Кувейт - Малайзія - Марокко - Нігерія - Німеччина - Нова Зеландія - Норвегія - Пакистан - Саудівська Аравія - США - Туніс - Туреччина - Франція - Швеція | НАС | Не визначений результат Піррова перемога військ ООН Провал операції із захоплення польового командира Національного Альянсу Сомалі Мохамеда Айдіда Стратегічний успіх Сомалійського національного альянсу Американські війська виведені до 25 березня 1994; війська ООН — до 3 березня 1995 Продовження Громадянської війни в країні |
| Боснійська війна Частина Югославських війн                                        | 1992-1995                                                                                           | Боснія і Герцеговина | Боснія і Герцеговина · Хорватська Республіка Герцег-Босна · Хорватія · ---- · США · Велика Британія · Бельгія · Іспанія · Канада · Данія · Італія · Люксембург · Нідерланди · Німеччина · Норвегія · Португалія · Туреччина · Франція | Республіка Сербська · Республіка Сербська Країна · ЮНА · Автономний край Західна Боснія · СР Югославія | Перемога коаліційних сил Дейтонські угоди Поділ Боснії і Герцеговини на Федерацію Боснія і Герцеговина, Республіку Сербську та округ Брчко Розгортання місії НАТО Створення інституту Верховного представника щодо Боснії й Герцеговини |
| Операція «Підтримка демократії» Частина операції «Нові обрії»                     | 1994-1995                                                                                           | Гаїті | США · Польща · Аргентина | Гаїті | Перемога Мирна окупація території країни без зіткнення між противниками Повалення антиконституційного режиму та відновлення влади законно обраного президента країни Жан-Бертрана Арістіда |
| Косовська війна Частина Югославських війн                                         | 28 лютого 1998 — 11 червня 1999                                                                     | Сербія (Косово) | Армія визволення Косова · Сили безпеки Косова · Албанія · Хорватія · ---- · США · Велика Британія · Бельгія · Іспанія · Італія · Канада · Данія · Італія · Люксембург · Нідерланди · Німеччина · Норвегія · Польща · Португалія · Туреччина · Угорщина · Франція · Чехія | СР Югославія | Перемога коаліційних сил Кумановська угода Югославська армія виведена з Косово Резолюція Ради Безпеки ООН 1244 |
| Операція «Інфініт Річ»                                                            | 20 серпня 1998                                                                                      | Судан та Афганістан | США | Аль-Каїда · Судан · Лашкаре-Тайба · Харакат уль-Муджахідін | Не визначений результат |

## Війни XXI століття
| Війна (збройний конфлікт) | Роки                               | Регіон                        | Учасник 1 | Учасник 2 | Результат |
| --- | ---------------------------------- | ----------------------------- | --- | --- | --- |
| Війна в Афганістані Частина війни проти тероризму | 7 жовтня 2001 — 30 серпня 2021     | Афганістан                    | Операція «Рішуча підтримка» · Афганістан · США · Велика Британія · Австралія · Хорватія · Чехія · Грузія · Німеччина · Італія · Румунія · Іспанія · Туреччина · У минулому: · ISAF | Талібан - Союз Ісламського джихада - Мережа Хаккані Союзні угруповання: · Хезб-е-Ісламі Гульбуддін · Аль-Каїда · Союз Ісламського джихада - Ісламський рух Узбекистану - Фідай Магаз - Ісламський Емірат Афганістан | Поразка Конфлікт завершено: I етап: - Поразка уряду Талібану в Афганістані і падіння Ісламського Емірату Афганістан - Знищення таборів Аль-Каїди - Ліквідація Осами бен Ладена - Створення нового афганського уряду і нової афганської національної армії - Заснування міжнародної коаліційної місії МССБ (20 грудня 2001 — 28 грудня 2014) - Талібанське повстання і війна у північно-західному Пакистані - Повернення більш ніж 5,7 мільйонів афганських біженців з Пакистану і Ірану - Зміна формату участь багатонаціональних сил у війні на заміну МССБ і передача ключової ролі у протистоянні повстанцям Збройним силам Афганістану II етап: - У лютому 2020 року підписання у Досі мирної угоди між США та Талібаном про припинення воєнних дій та виведення військ США та союзників по НАТО з країни - Наступ Талібану по всій країні - Талібаном сформований загальнодержавний уряд під прапором відновленого Ісламського Емірату Афганістан - Панджшерський опір - Перемога Талібану; відновлення Ісламського Емірату Афганістан |
| Іракська війна Частина війни проти тероризму | 20 березня 2003 — 15 грудня 2011   | Ірак                          | США · Велика Британія · Ірак · Австралія · Південна Корея · Нідерланди · Грузія · Італія · Румунія · Іспанія · Україна · Туреччина · Міжнародні коаліційні сили в Іраку | Прихильники Баас · Ісламська держава Ірак · Аль-Каїда в Іраку · Сарая ас-Салам · Джамаат Ансар ас-Сунна | Перемога коаліційних сил Вторгнення коаліційних сил до Іраку Повалення режиму баасістів Заснування Республіки Ірак Початок руху опору іракських повстанців Страта Саддама Хусейна Розгортання місії НАТО Виведення військ коаліції з країни Виведення американських військ з Іраку Створення передумов для початку громадянської війни в Іраку |
| Війна у північно-західному Пакистані Частина війни проти тероризму                                                                                              | 18 червня 2004 — 4 липня 2018      | Пакистан                      | США Пакистан | Техрік-е Талібан Пакистан · Аль-Каїда · Лашкар-е-Дхангві · Туркестанська ісламська партія · Техрік-е-Нафаз-е-Шаріат-е-Мохаммаді                                                                                     | Не визначений результат Війна продовжується Бойові дії тривають |
| Війна в Сомалі Громадянська війна в Сомалі Частина війни проти тероризму                                                                                        | 2007 — по т.ч.                     | Сомалі, Північно-Східна Кенія | Сомалі · США · Велика Британія · Кенія · Ефіопія · AMISOM | Джамаат Аш-Шабааб · Хізбул Іслам · Ісламська держава в Сомалі | Не визначений результат Війна продовжується Бойові дії тривають Примушення ефіопських військ до відведення Вторгнення кенійської армії Атаки американських дронів у Сомалі |
| Операція «Океанський щит» | 17 серпня 2009 — 24 листопада 2016 | Індійський океан              | НАТО - США - Велика Британія - Данія - Нідерланди - Іспанія - Греція - Німеччина - Бельгія - Канада - Італія - Португалія - Туреччина Інші країни: - Сомалі - Сейшельські Острови - Саудівська Аравія - Оман - Пакистан - Індія - Австралія - Сінгапур - Північна Корея - Південна Корея - Індонезія - КНР - Росія - Україна                                                                                            | Сомалійські пірати | Перемога коаліційних сил Кількість атак сомалійських піратів знижена на 90 %; однак поодинокі випадки нападів на торговельні судна трапляються поблизу узбережжя Омана, Ємену, Кенії та Сомалі |
| Міжнародна військова операція в Лівії Частина Громадянської війни в Лівії та операції «Одіссея. Світанок»                                                       | 19 березня — 31 жовтня 2011        | Лівія                         | НАТО · США · Велика Британія · Бельгія · Болгарія · Канада · Данія · Франція · Греція · Італія · Іспанія · Туреччина · Нідерланди · Норвегія · Румунія · Швеція · Йорданія · Катар · Об'єднані Арабські Емірати · Лівійські повстанці | Лівійська Арабська Джамахірія | Перемога коаліційних сил Повалення режиму М.Каддафі Передача влади до Перехідної національної ради Лівійської республіки Громадянська війна у Лівії |
| Міжнародна військова операція в Іраку Частина Військової операції проти Ісламської держави, операції «Непохитна рішучість», громадянських війн в Іраку та Сирії | 2014 — 2021                        | Ірак                          | США · Велика Британія · Ірак · Австралія · Бельгія · Канада · Данія · Франція · Німеччина · Нідерланди · Йорданія · Марокко · Туреччина · Іракський Курдистан · Хезболла · Іран | Ісламська Держава | Перемога коаліційних сил |
| Війна в Сирії Частина Військової операції проти Ісламської держави, операції «Непохитна рішучість» та Громадянської війни в Сирії                               | 2014 — по т.ч.                     | Сирія                         | США Сирійські демократичні сили · Сирійський Курдистан · Інтернаціональний батальйон свободи · Загони народної оборони · Загони жіночої оборони · CJTF–OIR · Велика Британія · Австралія · Бельгія · Канада · Ліван · Данія · Франція · Катар · Нідерланди · Йорданія · Саудівська Аравія · Об'єднані Арабські Емірати · Марокко · Бахрейн · Туреччина · Сирійська національна армія · Вільна сирійська армія · Ізраїль | Ісламська Держава · Аль-Каїда · * Джабгат Фатах аш-Шам · * Хорасан · * Гаят Тахрір аш-Шам · * Джейш аль-Сунна · * Джунд аль-Акса · * Ахрар аш-Шам · Сирія · Росія · Іран · Хезболла · Китай                         | Не визначений результат Війна продовжується Бойові дії тривають Хімічна атака в Гуті Масові порушення прав людини під час громадянської війни в Сирії Хімічна атака на Хан-Шейхун Битва за Алеппо Російсько-турецьке протистояння в Сирії Бомбардування авіабази Шайрат Американські атаки під час громадянської війни Турецька інтервенція в Афрін |
| Громадянська війна в Ємені Частина Військової операції проти Ісламської держави, операції «Непохитна рішучість»                                                 | 2015 — по т.ч.                     | Ємен                          | Проурядові сили · Саудівська коаліція · Саудівська Аравія · Об'єднані Арабські Емірати · Сенегал · Судан · Катар · Бахрейн · Єгипет · Кувейт · Йорданія · Марокко · США · Велика Британія · Франція | Верховна Політична Рада · Хусити · Ахрар ан-Наджран · Іран · Хезболла · Північна Корея · Аль-Каїда на Аравійському півострові · Ісламська Держава · Вілаят Ємен                                                     | Не визначений результат Війна продовжується |
| Вторгнення США в Лівію Частина Військової операції проти Ісламської держави, громадянської війни в Лівії                                                        | 2015 —2019                         | Лівія                         | Лівія · США | Ісламська держава в Лівії | Перемога Конфлікт завершений знищення тисяч бойовиків ІДІЛ території, контрольовані ІДІЛ звільнені від ісламістів, їхня присутність та вплив мінімізовані; відведення американських наземних військ |